# Luca Beccaris
Luca Beccaris (Torino, 19 febbraio 1987) è un rugbista a 15 italiano, seconda linea del Petrarca.

## Biografia
Cresciuto nelle giovanili dell'Asti, passa a 17 anni al Calvisano, squadra che lo fa esordire nella massima serie italiana.
Nel 2009 venne ingaggiato da I Cavalieri di Prato, squadra con la quale disputò due stagioni, per poi tornare a Calvisano l'anno successivo e riconquistare il titolo di Campione d'Italia, titolo che aveva già ottenuto nel 2008 sempre con la squadra bresciana. Ancora campione d'Italia nella stagione 2014-15, annata in cui conquistò anche il suo secondo Trofeo Eccellenza.
Nel 2016 si trasferì in Francia: per due stagioni in Federale 1 al Agde e poi a Narbonne.
È stato convocato nella nazionale italiana sia durante l'attività giovanile, che nel 2008 dalla Nazionale Emergenti.

## Palmarès
- Campionati italiani: 4
Calvisano: 2007-08, 2011-12, 2013-14, 2014-15
- Trofei Eccellenza : 2
Calvisano: 2011-12, 2014-15